# Louis Nguyễn Hùng Vị
Louis Nguyễn Hùng Vị (Hanoi, 15 agosto 1952) è un vescovo cattolico vietnamita, dal 7 ottobre 2015 vescovo di Kontum.

## Biografia

### Infanzia e formazione
Louis Nguyễn Hùng Vị è nato il 15 agosto 1952 nella capitale Hanoi, in una famiglia profondamente cattolica con sette figli, sei dei quali, compreso il vescovo Nguyễn, hanno seguito la vita consacrata.
Il suo nome di battesimo, scritto Aloisiô, è in onore di san Luigi Gonzaga.
A causa della guerra è dovuto fuggire al sud insieme alla famiglia nel 1954, stabilendosi brevemente a Saigon e poi definitivamente a Nha Trang.
Nel 1963 ha iniziato il suo percorso di studio presso il seminario minore di Kontum poi nel 1969 è passato al seminario minore di Ðà Lat fino al 1973 quando è entrato nel pontificio istituto San Pio X di Ðà Lat. Terminati gli studi, dal 1977 ha prestato servizio nella parrocchia di Bình Cang, a Nha Trang, in attesa di ricevere il permesso dal governo per poter essere ordinato sacerdote.

### Ministero sacerdotale
È stato ordinato presbitero il 7 aprile 1990 dal vescovo di Nha Trang Paul Nguyễn Văn Hòa incardinandosi nella diocesi di Kontum. Dopo l'ordinazione sacerdotale è stato prima  vicario parrocchiale della parrocchia Bình Cang di Nha Trang poi nel 1993 è stato nominato direttore del seminario minore di kontum, carica che ha mantenuto fino al 2006.
È stato poi inviato a Parigi per studiare presso l'Institut catholique de Paris, dove nel 2008 ha conseguito la licenza in liturgia.
Al ritorno in patria è stato per un anno segretario dell'ufficio episcopale di Kontum e successivamente è stato nominato parroco di Phương Nghĩa a Kontum.

### Ministero episcopale
Il 7 ottobre 2015 papa Francesco lo ha nominato vescovo di Kontum. 
Ha ricevuto l'ordinazione episcopale il 3 dicembre seguente per imposizione delle mani del suo predecessore Michel Hoàng Đức Oanh.
In seno alla conferenza episcopale del Vietnam, nel 2019 è stato eletto presidente del comitato per la musica sacra e riconfermato nel 2022 per un altro triennio.

## Genealogia episcopale
La genealogia episcopale è:
- Cardinale Scipione Rebiba
- Cardinale Giulio Antonio Santori
- Cardinale Girolamo Bernerio, O.P.
- Arcivescovo Galeazzo Sanvitale
- Cardinale Ludovico Ludovisi
- Cardinale Luigi Caetani
- Cardinale Ulderico Carpegna
- Cardinale Paluzzo Paluzzi Altieri degli Albertoni
- Papa Benedetto XIII
- Papa Benedetto XIV
- Cardinale Enrico Enriquez
- Arcivescovo Manuel Quintano Bonifaz
- Cardinale Buenaventura Córdoba Espinosa de la Cerda
- Cardinale Giuseppe Maria Doria Pamphilj
- Papa Pio VIII
- Papa Pio IX
- Cardinale Alessandro Franchi
- Cardinale Giovanni Simeoni
- Cardinale Antonio Agliardi
- Cardinale Basilio Pompilj
- Cardinale Adeodato Piazza, O.C.D.
- Cardinale Egidio Vagnozzi
- Arcivescovo John Jarlath Dooley, S.S.C.M.E.
- Vescovo Paul-Léon Seitz, M.E.P.
- Vescovo Alexis Phạm Văn Lộc
- Vescovo Pierre Trần Thanh Chung
- Vescovo Michel Hoàng Đức Oanh
- Vescovo Louis Nguyễn Hùng Vị